# Truxton
Truxton (Tatsujin (яп. 達人)) — видеоигра в жанре вертикального скролл-шутера, разработанная компанией Toaplan в 1988 году и выпущенная в виде аркадного игрового автомата. Впоследствии игра была портирована на игровые консоли Sega Mega Drive (1989), PC Engine (1992) и FM Towns Marty. В 1992 году было выпущено продолжение игры, Truxton II (Tatsujin Oh).
Музыка в игре написана Масахиро Юге (Masahiro Yuge). Гитарные аранжировки композиций были использованы в игре Fire Shark (1990).

## Сюжет
Армада Гиданс во главе с Догурава вторгается в пространство около планеты Борого на пяти гигантских астероидах. Переживший атаку пилот, находившийся на орбитальной барже, использует последний оставшийся истребитель в отчаянной попытке отразить нападение.

## Игровой процесс
Действие игры происходит в космосе. В игре восемь уровней и пять боссов. Игрок вооружён одним из трёх видов оружия с возможностью увеличения мощности каждого, а также бомбами.